# Charles Regnault (auteur)
Pour les articles homonymes, voir Charles Regnault (homonymie) et Regnault.
 (avril 2013).
Si vous disposez d'ouvrages ou d'articles de référence ou si vous connaissez des sites web de qualité traitant du thème abordé ici, merci de compléter l'article en donnant les références utiles à sa vérifiabilité et en les liant à la section « Notes et références ».
Charles Regnault est un écrivain français du XVIIe siècle. Il est notamment l'auteur de Marie Stuard, reyne d'Ecosse, pièce sur la vie de Marie Ire d'Écosse jouée en 1637 et imprimée en 1639.

## Œuvres
- Les Métamorphoses françoises (1641)
- Blanche de Bourbon, reyne d'Espagne: tragi-comédie (1642)
- Stances (avec Jean de Rotrou et Poucet de Montauban) (1639)